# Telepathic Surgery
Telepathic Surgery è il terzo album discografico del gruppo statunitense The Flaming Lips, pubblicato nel 1989.
Nel 2002 il disco è inserito rimasterizzato nel boxset Finally the Punk Rockers Are Taking Acid. Nel 2005 viene invece riedito in edizione limitata (vinile) con l'aggiunta di una traccia intitolata Hell's Angels Cracker Factory della durata di 23 minuti.

## Tracce

### LP
Lato A
1. Drug Machine in Heaven – 2:11
2. Right Now – 3:55
3. Michael, Time to Wake Up – 0:30
4. Chrome Plated Suicide – 5:39
5. Hari-Krishna Stomp Wagon (Fuck Led Zeppelin) – 3:54
6. Miracle on 42nd Street – 2:36

Lato B
1. U.F.O Story – 6:33
2. Redneck School of Technology – 2:55
3. Shaved Gorilla – 2:54
4. The Spontaneous Combustion of John – 0:52
5. The Last Drop of Morning Dew – 1:59
6. Begs and Achin' – 4:17

Lato C (edizione 2005)
1. Hell's Angel's Cracker Factory – 23:02

### CD
1. Drug Machine in Heaven – 2:11
2. Right Now – 3:57
3. Michael, Time to Wake Up – 0:29
4. Chrome Plated Suicide – 5:41
5. Hari-Krishna Stomp Wagon (Fuck Led Zeppelin) – 3:45
6. Miracle on 42nd Street – 2:48
7. Fryin' Up – 2:40
8. Hell's Angel's Cracker Factory – 23:02
9. U.F.O Story – 6:41
10. Redneck School of Technology – 2:46
11. Shaved Gorilla – 2:58
12. The Spontaneous Combustion of John – 0:53
13. The Last Drop of Morning Dew – 1:58
14. Begs and Achin' – 4:24

## Formazione
- Wayne Coyne - voce, chitarra, armonica a bocca, pianoforte
- Michael Ivins - basso, cori
- Richard English - batteria, cori